# Iskra EMZ 1001
EMZ 1001, prvi mikroprocesor ili mikropreradnik proizveden u Sloveniji (tada SR Sloveniji) te ujedno u tadašnjoj SFR Jugoslaviji. Proizvelo ga je poduzeće „Iskra” (slov. Delovna organizacija »Iskra« — industrija elementov za elektroniko, n. sol. o. kraće DO Iskra Elementi n. sol. o.) sa sjedištem u Ljubljani.

## Povijest
Iskra je započela razvoj novog mikropreadnika 1975. godine u suradnji s Elektrotehničim fakultetom u Ljubljani te s američkom tvrtkom American Microsystems Inc (AMI) (kasnije AMI Semiconductor). Pošto Iskra nije posjedovala dovoljno naprednu opremu za izradu mikroprocesora i u to vrijeme nije bilo moguće uvesti tu opremu zbog blockade od strane zapadnih zemalja zbog Comecon blockade, nakon uspješnog razvijanja ovog mikroprocesora posao je bio podijeljen tako što je AMI proizvodio silicijske pločice, dok je Iskra vršila završno ispitivanje mikropreradnika. Isto tako prije nego što su se mikropreradnici EMZ 1001 pojavili na jugoslavenskom tržištu, oni su se pojavili na zapadnom tržištu 1977. i nosili su naznaku AMI S2000. Prema iscurenim telegramima s wikileaks Iskra je puno puta kontaktirala američke političke prestavnike da be se ovaj mikropreradnik mogao proizvodiiti u AMIu te da se dozvoljavao izvoz gotovih proizvoda u Jugoslaviju. U rujnu 1978. Iskra Commerce je izdala katalog Iskra – Industrija elementov za elektroniko – Mikroelektronika gdje se spominje mikroračunalnik EMZ 1001. a poslije su proizvodni primjerci proizvedeni u Iskirnoj tvornici i prodavani na jugoslavenskom tržištu 1979. Kod razvoja ovog mikropreradnika američki partner u ovom razvoju trebao je obaviti prijenos te tehnologije proizvodnje no ovo je bilo kočeno puno puta bila je potrebna dozvola od američke države koja je strogo kontrolirala prijenos određenih tehnologija prema zemljama van zapadne političe domene, što je bila uobičajena praksa za vrijeme Hladnog rata. godine. Mikroprocesor poslije nije doživio veću primjenu, zbog slabe programske podrške, nerazvijenog tržišta i cijene. Ako se mikropreradnik EMZ 1001 usporedi s mikropreradnicima svog vremena, iako je bio napredan u mnogim pogledima, i što po arhitekturi je bio fleksibilan, po svojim performansama kaskao je iza mikroprocesora koji su se pojavili u slično vrijeme kao Zilog Z80 (1976.), Intel 8080 te MOS 6502. EMZ 1001 bio je puno sporiji od svojih vršnjaka, nisku memoriju, i 4 bitnu arhitekturu. Isto tako tadašnje jugoslavensko tržište nije imalo mnogo sposobnih manjih inovativnih tvrtki koje bi mogle razviti nove proizvode zasnovane na EMZ 1001.

## Tehničke značajke
EMZ1001 Mikroprocesor je radio s binarnim četverobitnim nizovima ulaznih podataka tj. binarno kodiranim decimalnim brojevima ili BCD.
EMZ 1001 možemo nazvati i samostalnim mikroračunalom izvedenim na jednom integriranom sklopu, a sadržavao je vlastiti ROM i RAM. Posjedovao je jedan 13-bitni izlaz, jedan 8-bitni izlaz i dva 4-bitna ulaza.
Unutrašnje uređenje:
- Arhitektura: 4-bitna, CISC, akumulatorska arhitektura
- Broj iglica: 40
- Tehnologija: NMOS
- Takt: 50 Hz/60 Hz, fiksni ciklus od 4.5μs za svaku naredbu
- Broj naredbi: 51
- Broj tranzistora: 13.000
- RAM : 16 (lokacija) x 4 bita x 4 stranice
- ROM : 1kB ugrađeno (stranica 0), moguće maksimalno 8 stranica odnosno priključivanje vanjskih ROMova
- Ugrađeni dekoder za 7 segmentni zaslon

Mikropreadnik bio imao je pakovanje s 40 iglica. Iglice su bile:
- D0-D7 - podatkovne iglice
- A0-A12 - adresne iglice
- VSS
- RUN
- SYNC
- VDD
- VGG (+9V)
- ROMS
- EXT
- KREF
- CLK
- POR
- STATUS
- K1,K2,K4,K8
- I1,I2,I4,I8

## Uporaba
Mikroprocesor EMZ 1001 bio je namijenjen kućanskim uređajima, elektroničkim vagama, mjernim instrumentima, elektroničkim igrama (automati za igru), blagajnama, registratorima događaja, jedinicama za sabiranje (skupljanje) uzorkovanih podataka, programatorima (džepni kalkulatori), telekomunikacijski uređaji i sl.

## Inačice
EMZ 1001 imala je razne izvedbe koje su imale mogućnosti rada u sljedećim temperaturnim opsezima:
- 0 - +55,
- 0 - +70,
- 0 - +85,
- -40 - +85 °C
- EMZ 1001 B
- EMZ 1001 C
- EMZ 1001 E
- EMZ1001K CP

AMI
- S2000[5]
- S2000A
- S2150
- S2150A

## Unutarnje poveznice
- Iskra EMZ 1002 A
- Iskra EMS 6821 A
- Iskradata 100
- Ferranti F100L, prvi[6] europski mikroprocesor, 1976.